# Hwang Sun-hong
Hwang Sun-hong (ur. 14 lipca 1968 w Yesan), piłkarz południowokoreański grający na pozycji napastnika.

## Kariera klubowa
W 1990 roku Hwang ukończył Konkuk University. Tam też występował w drużynie uniwersyteckiej. W 1991 roku zbojkotował draft do profesjonalnej ligi K-League i wyjechał do Europy. Trafił do Bayeru 04 Leverkusen, jednak cały sezon 1991/1992 spędził w amatorskich rezerwach tego klubu. Latem 1992 odszedł do Wuppertaler SV. 11 lipca zadebiutował w 2. Bundeslidze w wygranym 3:1 spotkaniu z 1. FSV Mainz 05 i w debiucie zdobył gola. W pierwszych pięciu spotkaniach zaliczył trzy trafienia, jednak w meczu z FC St. Pauli doznał kontuzji i pauzował aż do lutego 1993.
Latem 1993 Sun-hong postanowił wrócić do Korei i podpisał kontrakt z drużyną Pohang Steelers. W jej barwach zadebiutował w K-League. W 1995 roku został wicemistrzem Korei Południowej, a w 1996 roku zdobył Puchar Korei Południowej. Z kolei w latach 1997 i 1998 dwukrotnie z rzędu zdobywał Azjatycką Ligę Mistrzów (nie wystąpił w finałowych spotkaniach z Seongnam Ilhwa Chunma i chińskim Dalian Wanda).
Jeszcze w trakcie sezonu 1998 Hwang przeszedł do japońskiego Cerezo Osaka i wywalczył miejsce w podstawowym składzie. W 1999 roku zdobył 24 gole w J-League w 25 rozegranych spotkaniach, dzięki czemu wywalczył koronę króla strzelców japońskiej ligi. Został też wybrany do Jedenastki Roku J-League. W 2000 roku wrócił do Korei i zaliczył tylko jedno spotkanie w barwach Suwon Samsung Bluewings, a niedługo potem ponownie trafił do Japonii. Przez 2,5 roku występował w Kashiwie Reysol, z którą dwukrotnie zajął 3. miejsce w ekstraklasie Japonii. W 2003 roku odszedł do Chunnam Dragons, ale nie zaliczając żadnego meczu zdecydował się zakończyć piłkarską karierę.
W 2007 roku Hwang został trenerem klubu K-League Busan I'Park.

## Kariera reprezentacyjna
W reprezentacji Korei Południowej Hwang zadebiutował za kadencji selekcjonera Lee Hoe-taika, 6 grudnia 1988 roku w wygranym 2:0 spotkaniu Pucharu Azji z Japonią i w debiucie zdobył gola. Na tamtym turnieju Koreańczycy wywalczyli wicemistrzostwo Azji. W 1990 roku Sun-hong po raz pierwszy wystąpił na Mistrzostwach Świata. Na mundialu we Włoszech zaliczył dwa spotkania: przegrane 0:2 z Belgią i 0:1 z Urugwajem. Z kolei w 1994 roku Kim Ho mianował go do 22-osobowej kadry na mundial w USA. Tam Hwang był podstawowym zawodnikiem i wystąpił we wszystkich trzech meczach w pełnym wymiarze czasowym: z Hiszpanią (2:2), z Boliwią (0:0), a także z Niemcami (2:3), w którym strzelił pierwszego gola dla swojej drużyny.
W 1998 roku Hwang był w kadrze Korei na Mistrzostwa Świata we Francji. Jednak przed samym turniejem doznał kontuzji w sparingu z Chinami i nie zdołał się wykurować na czas mistrzostw. Natomiast w 2002 roku został powołany przez Guusa Hiddinka do kadry na Mistrzostwa Świata 2002, których gospodarzem była Korea Południowa. Był podstawowym zawodnikiem Korei na tym turnieju i wystąpił w pięciu meczach: najpierw w grupowych z Polską (2:0, gol na 1:0 w 26. minucie), USA (1:1), następnie w 1/8 finału z Włochami (2:1), ćwierćfinale z Hiszpanią (0:0, karne 5:3) oraz półfinale z Niemcami. Z Koreą zajął 4. miejsce na tym Mudnialu. Mecz z Niemcami był jego ostatnim w reprezentacji. W kadrze narodowej zagrał 103 razy i zdobył 50 bramek. Jest drugim najlepszym strzelcem reprezentacji po Cha Bum-kunie.